# Ciclismo ai XV Giochi del Mediterraneo
Le competizioni di Ciclismo ai XV Giochi del Mediterraneo si svolsero lungo un percorso cittadino appositamente allestito per i Giochi.
Per questo sport furono organizzate le seguenti prove:
- Prova individuale in linea maschile, con un percorso di 141 km;
- Prova individuale a cronometro maschile, con un percorso di 28 chilometri

per un totale di due medaglie d'oro messe in palio.

## Medagliere
| Pos.   | Nazione | Oro | Argento | Bronzo | Totale |
| ------ | ------- | --- | ------- | ------ | ------ |
| 1      | Francia | 1   | 1       | 1      | 3      |
| 2      | Spagna  | 1   | 1       | 0      | 2      |
| 3      | Italia  | 0   | 0       | 1      | 1      |
| Totale | Totale  | 2   | 2       | 2      | 6      |

## Sommario degli eventi
| Evento             | Oro            | Prestazione | Argento           | Prestazione | Bronzo             | Prestazione |
| Ciclismo su strada |                |             |                   |             |                    |             |
| Corsa in linea     | Mathieu Perget | 3h33'05"    | Stéphane Poulhies | a 1'47"     | Mauro Santambrogio | s.t.        |
| Cronometro         | Jésus Tendero  | 35'41"28    | Eladio Sanchez    | a 21"71     | Florian Morizot    | a 21"94     |